# Ивайло Диманов
Ивайло Диманов е български журналист, писател и бард.

## Биография и творчество
Роден е на 6 март 1956 г. в София. Завършил е висше филологическо образование през 1982 г. Работи като журналист, бил е редактор във вестник „Пулс“.
Автор е на стихосбирките „Площад Гарибалди“ (1989), „Допълнение към Закона за защита на цветните сънища“ (2002), „Добър вечер, г-жо Тъга!“ (2008), „Ешафод“ (2011), „Всички клоуни отиват в Рая“ (2013), „Бермудският двуъгълник“ (2015), „Колумбарий за птици и мъртви илюзии“ (2017), „Концерт за славей и валдхорна“ (2019). Автор е и на сборниците с разкази „Шлиферът на Леонардо“ (2006) и „Килър с 24 диоптъра късогледство“ (2010), както и на „Не стреляйте по Мелпомена“ (2009) – сборник с театрална критика. През 2015 г. излиза и музикалния му албум с авторски песни „Наздраве, Самота!".
Негови стихове са превеждани на английски, френски, немски, италиански, руски и турски език. Изнасял е концерти в повече от 20 страни на три континента. 
Лауреат е на „Южна пролет“ (1990), Яворовата награда, „В полите на Витоша“ (2007), Националната награда за поезия „Димчо Дебелянов“ (2009). Удостоен е с Международния литературен приз в Торино – Италия през 2010 г. и Националните литературни отличия „Николай Хайтов“ (2010) и „Георги Джагаров“ (2012), Националната награда за поезия „Биньо Иванов“ (2015).
Член на журито на Националната литературна награда за поезия „Усин Керим“ за 2018 г.. Същата година е инициатор за възстановяването на клуба на журналистите в сградата на Съюза на българските журналисти.

### Поезия
- „Площад Гарибалди“ (1989)
- „Допълнение към Закона за защита на цветните сънища“ (2002)
- „Добър вечер, г-жо Тъга!“ (2008)
- „Ешафод“ (2011)
- „Всички клоуни отиват в Рая“ (2013)
- „Бермудският двуъгълник“ (2015)
- „Колумбарий за птици и мъртви илюзии“ (2017)[7]
- „Концерт за славей и валдхорна“ (2019)
- „Танцувай с мен, самота“ (2020)

### Проза
- „Книга без заглавие“ (с Весел Цанков) (1990)
- „Шлиферът на Леонардо“ (2006)
- „Килър с 24 диоптъра късогледство“ (2010)

### Критика
- „Не стреляйте по Мелпомена“ (2009)

## Дискография
- „Наздраве, самота“ (2015)